# 谷本龍哉
谷本 龍哉（たにもと たつや、1966年10月26日 - ）は、日本の実業家、政治家。元エアアジア・ジャパン代表取締役会長。衆議院議員（3期）を務めた。

## 略歴
和歌山市出身。智辯学園和歌山中学・高等学校を卒業後、東京大学法学部に入学。在学時代から飲食業界にかかわり、大学卒業後28歳までバーテンダーをしながら店舗企画の仕事に従事。
1995年 二階俊博秘書。和歌山県議会議員を経て、2000年に衆議院議員に初当選する。
2003年衆議院議員2期目当選。同年、第40代自由民主党青年局長に就任。
2006年9月発足の安倍内閣で、内閣府大臣政務官（沖縄及び北方対策、科学技術政策、イノベーション、少子化対策、男女共同参画、食品安全行政関係等の施策及び情報通信技術政策などの担当）に任命された。
2008年8月、福田康夫改造内閣で内閣府副大臣に就任。
2009年の第45回衆議院議員総選挙にて落選後、引退を表明。同年10月1日付けで「ミス・ユニバース・ジャパン」を主催するアイビージージャパン社長に就任。3年間、イベントの立て直しと全国展開に尽力。
2009年より日本　キューバ・シガー教育協会（現　一般社団法人　キューバ・シガー教育協会）会長に就任。
2011年より、だいこくパートナーズ合同会社の代表社員として、中小企業再生や事業コンサルティングに取り組む。
2014年、エアアジア・ジャパン株式会社取締役、及びオクターヴ・ジャパン株式会社シニアアドバイザーに就任。
2015年、事業構想大学院大学客員教授に就任し、電力自由化の研究会を担当している。
2017年12月、エアアジア・ジャパン代表取締役会長に就任。

## 政策・主張
- 選択的夫婦別姓制度導入に賛同する[4]。

## 年金未納
- 2004年の政治家の年金未納問題で、1991年から1994年までの期間に国民年金保険料の未納が23か月分あったことを自ら公表した[5]。